# Matrimonio forzato
Per matrimonio forzato o matrimonio coatto si intende un matrimonio in cui una o entrambe le persone coinvolte, bambini o adulti, vengono fatte sposare contro il proprio volere.

## Matrimonio combinato e forzato
In numerosi paesi vige – o vigeva prima della tradizione del matrimonio romantico – la tradizione del matrimonio combinato, che dal punto di vista giuridico è da distinguere da quello forzato. Infatti, nel caso del matrimonio combinato, i genitori degli sposi o comunque dei terzi si limitano ad un ruolo guida: la volontà di chi va incontro al matrimonio ha comunque il ruolo decisivo. Il libero e pieno consenso degli interessati viene invece a mancare nel caso del matrimonio forzato; siccome questo criterio funge da confine tra violazione dei diritti umani e non, si tratta di una distinzione citata di frequente. La Dichiarazione universale dei diritti dell'uomo sancisce infatti che:
(Dichiarazione universale dei diritti dell'uomo, Art. 16 §2)
All'atto pratico, la distinzione tra un matrimonio combinato ed uno forzato può essere assai difficile. I casi più chiari sono la minaccia e l’uso di violenza contro la persona renitente, il che può sfociare anche nel delitto d'onore, istituzione ancora piuttosto diffusa nel continente africano ed in quello asiatico. La distinzione tra matrimonio forzato e combinato suscita ad ogni modo delle riserve che vanno dalle semplici perplessità al rifiuto più totale di chi sostiene invece che tra i due concetti la differenza sia inesistente.
Ciononostante, numerosi sono i motivi che spingono a combinare o a forzare matrimoni in una cultura. Arrangiare un matrimonio serve prima di tutto a stringere legami familiari fra due famiglie e ad aumentarne la ricchezza, come poteva avvenire in Europa nel Medioevo o nel Rinascimento. Inoltre, può servire ad una famiglia a controllare la sessualità dei propri membri, limitando i comportamenti non ammessi o non desiderati, oppure a proteggerne lo sviluppo emotivo, evitando relazioni reputate dannose e favorendo unicamente quelle approvate dai familiari secondo norme culturali o religiose. Il matrimonio combinato è considerato un modo risolutore per ovviare alle conseguenze di una gravidanza indesiderata o al frutto di un'unione non ufficiale. Infine, il matrimonio combinato è un modo per facilitare l'immigrazione di una popolazione in un paese straniero.

## Il matrimonio coatto nell'antichità

### La cultura greco-romana

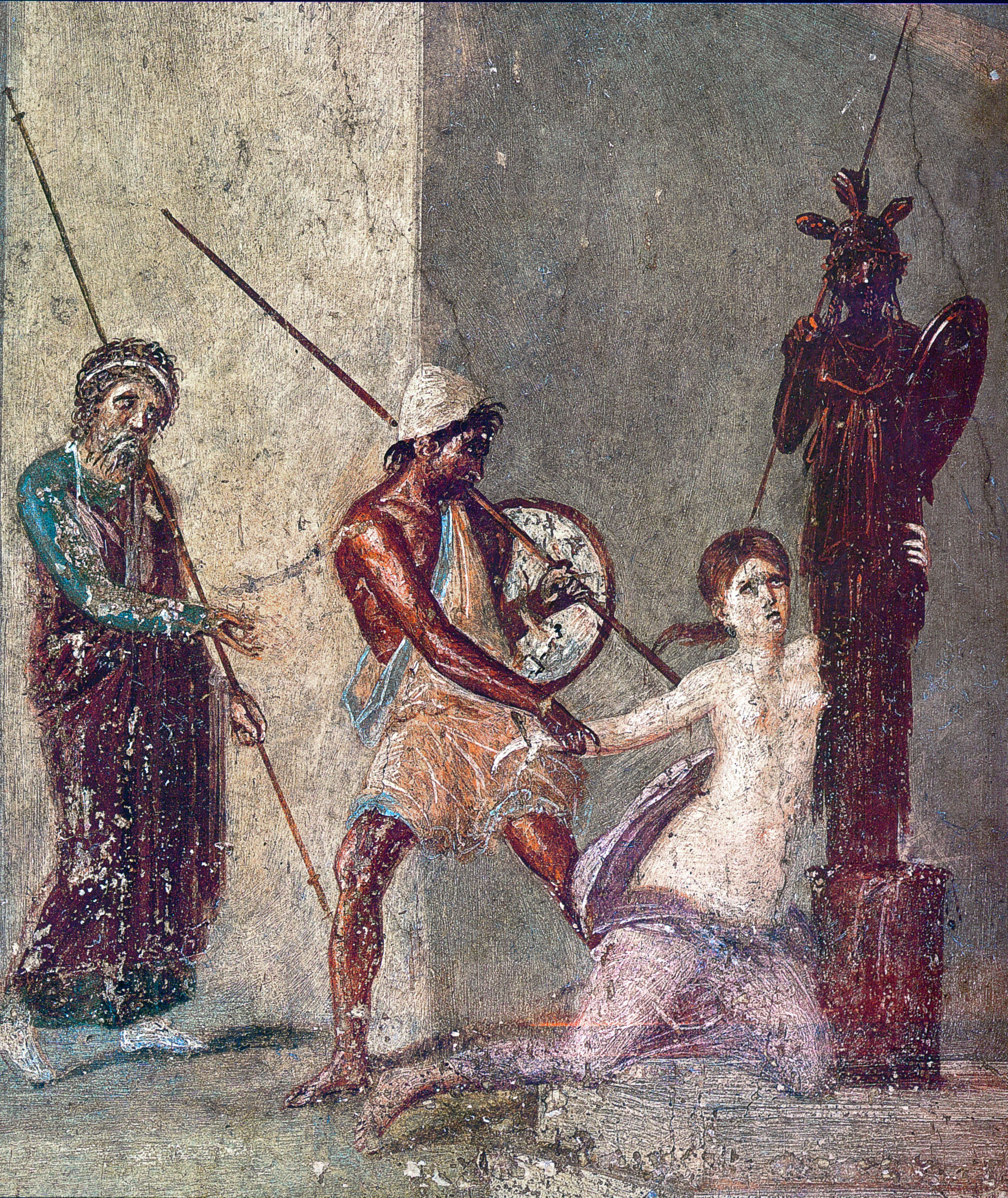
Aiace di Locride strappa Cassandra dal Palladio (casa del Menandro, Pompei)

A Sparta il fidanzamento della ragazza, fatto dal padre o tutore (kyrios), era richiesto come preliminare del matrimonio, così come ad Atene.  Un'altra usanza peculiare degli Spartani, retaggio dei tempi antichi, era il sequestro della sposa da parte del marito predestinato (vedi Erodoto, vi. 65), ma, naturalmente, con l'approvazione dei genitori o tutori della ragazza. La sposa, però, non andava subito a vivere nella casa di suo marito, ma conviveva con lui per un po' clandestinamente, finché questi non la portava a casa, spesso assieme alla madre della sposa. Un'usanza simile sembra essersi affermata a Creta, dove, come ci viene detto, i giovani quando espulsi dalla agela dai loro compagni, erano immediatamente sposati, ma non portavano le loro mogli a casa fino a qualche tempo dopo. Muller suggerisce che i figli nati da questo rapporto furtivo venivano chiamati parthenioi
Ci sono diversi esempi nella mitologia greca e romana: in Grecia, il rapimento di Persefone da parte di Ade, di Dafne e Leucotoe da parte di Apollo, di Cassandra da parte di Aiace di Locride, di Auge da parte di Eracle, di Andromaca da parte di Ettore e Neottolemo, e di Polissena sempre da parte di Neottolemo, di Climene da parte di Acamante. A Roma, il ratto delle sabine permise a Romolo, dopo aver fondato Roma, di stringere alleanze e ottenere delle donne – rapendole – con cui procreare e popolare la nuova città.

## Il ritorno del matrimonio forzato nella società globalizzata
La pratica – che colpisce più le donne che gli uomini – era frequente in passato anche nei paesi di religione cristiana. Svolgeva ad esempio un certo ruolo tra gli aristocratici. Si ricorda a tal proposito che una commedia di Molière, Il matrimonio forzato, (1664) era ancora ispirata a questo tema. È utile anche ricordare che perfino in un passato relativamente recente, in diverse zone dell'Europa mediterranea era abbastanza normale che il matrimonio riparatore potesse essere imposto con l'ausilio dell'intimidazione o della violenza in senso stretto.
Al giorno d'oggi matrimonio forzato è in ogni caso un argomento di sempre maggiore interesse nei paesi industrializzati, dove viene spesso considerato come fenomeno di nuovo schiavismo. In quanto segue, si presentano alcuni esempi:
- Secondo fonti di polizia nel Regno Unito si avrebbe notizia in quel paese di circa 200 matrimoni forzati all’anno, in cui sono coinvolte per lo più persone originarie dalle aree sudasiatiche. Il governo britannico ha comunicato che i matrimoni forzati sono da considerare come un attacco alla democrazia di quel Paese.[10]
- Non sono rari i casi in cui donne nate in Francia da genitori immigrati vengono costrette all'emigrazione nei paesi d’origine dei genitori, generalmente nel Maghreb. Il Gruppo per l’abolizione delle mutilazioni sessuali stima a 70.000 il numero delle ragazze che nel 2006 erano minacciate di matrimonio forzato, da celebrarsi tanto in Francia, quanto nel paese d’origine.[11]
- In Germania, il dibattito è particolarmente acceso anche grazie al contributo di scrittrici come Serap Cieli, Seyran Ates e Necla Kelek. I loro lavori descrivono la nascita di un traffico di esseri umani, in entrambe le direzioni, tra la Germania e l'Anatolia, e lo svilupparsi di una società islamica parallela nei quartieri di Berlino.[12]

- In Svizzera, nel 2012 il Parlamento si è visto nella necessità di rivedere la propria legislazione per adattarla all'espansione del fenomeno.

Data la gravità del problema, la discussione nell'opinione pubblica è particolarmente complessa. Alcuni punti di discussione sono:
- Il ruolo delle rispettive religioni nei paesi colpiti dalla piaga. Ad esempio, vengono date diverse interpretazioni in materia di legge islamica.
- La dimensione etica: il fenomeno viene analizzato sia sotto la prospettiva globalizzata dei diritti umani, sia dal punto di vista del relativismo culturale, il quale tende a rifiutare l'universalità di alcuni valori.

Nei vari stati occidentali, si osserva un primo sforzo da parte dell'amministrazione pubblica per fronteggiare il problema.

### Spose bambine
In alcuni paesi è ancora consuetudine sposare ragazze minorenni spesso non ancora adolescenti per vari motivi culturali o economici; i mariti, frequentemente, hanno molti più anni di loro. 
Organizzazioni dei diritti umani come Unicef e Amnesty International sostengono campagne di contrasto al fenomeno.
Sul problema sono stati girati i film Water - Il coraggio di amare di Deepa Mehta, Osama di Siddiq Barmak e La sposa bambina tratto dal romanzo autobiografico di Nojoud Ali. Le ragazze reclutate da forze armate o gruppi armati per matrimoni forzati sono comprese nella definizione di bambini soldato data dall'Unicef.
Save the Children nel report dell'11 ottobre 2021, stima in 22000 ragazze morte all'anno per gravidanza o parto a causa del matrimonio infantile. Questo fenomeno è diffuso soprattutto nei paesi poveri.

## Nel mondo

### Europa

#### Italia
In Italia il matrimonio forzato è penalmente perseguibile grazie alla legge 19 luglio 2019, n. 69 che, all'art. 7, prevede l'introduzione dell'art. 558-bis del Codice Penale (Costrizione o induzione al matrimonio).  Viene quindi punito con la reclusione da uno a cinque anni chiunque obblighi un'altra persona a contrarre matrimonio od unione civile mediante qualsiasi tipo di minacce e/o violenze, anche se il fatto avviene fuori dal territorio italiano nei confronti di un italiano o di un cittadino non italiano residente in Italia da parte di un italiano o di un cittadino non italiano residente in Italia.  Sono previste aggravanti nel caso la vittima sia minore di anni diciotto e/o minore di anni quattordici, in particolare in quest'ultimo caso dove la pena prevista è da due a sette anni.

#### Germania
Nel 2011 il Ministero federale per le famiglie, anziani, donne e giovani ha rilevato che il fenomeno del matrimonio forzato ha coinvolto 3000 persone il 30% delle quali erano minorenni. Nel 2016 il Ministero federale degli interni ha individuato 1457 minori coinvolti in matrimoni forzati, di questi 1100 erano ragazze, 664 originari dalla Siria, 157 afghani e 100 iracheni.

#### Regno Unito

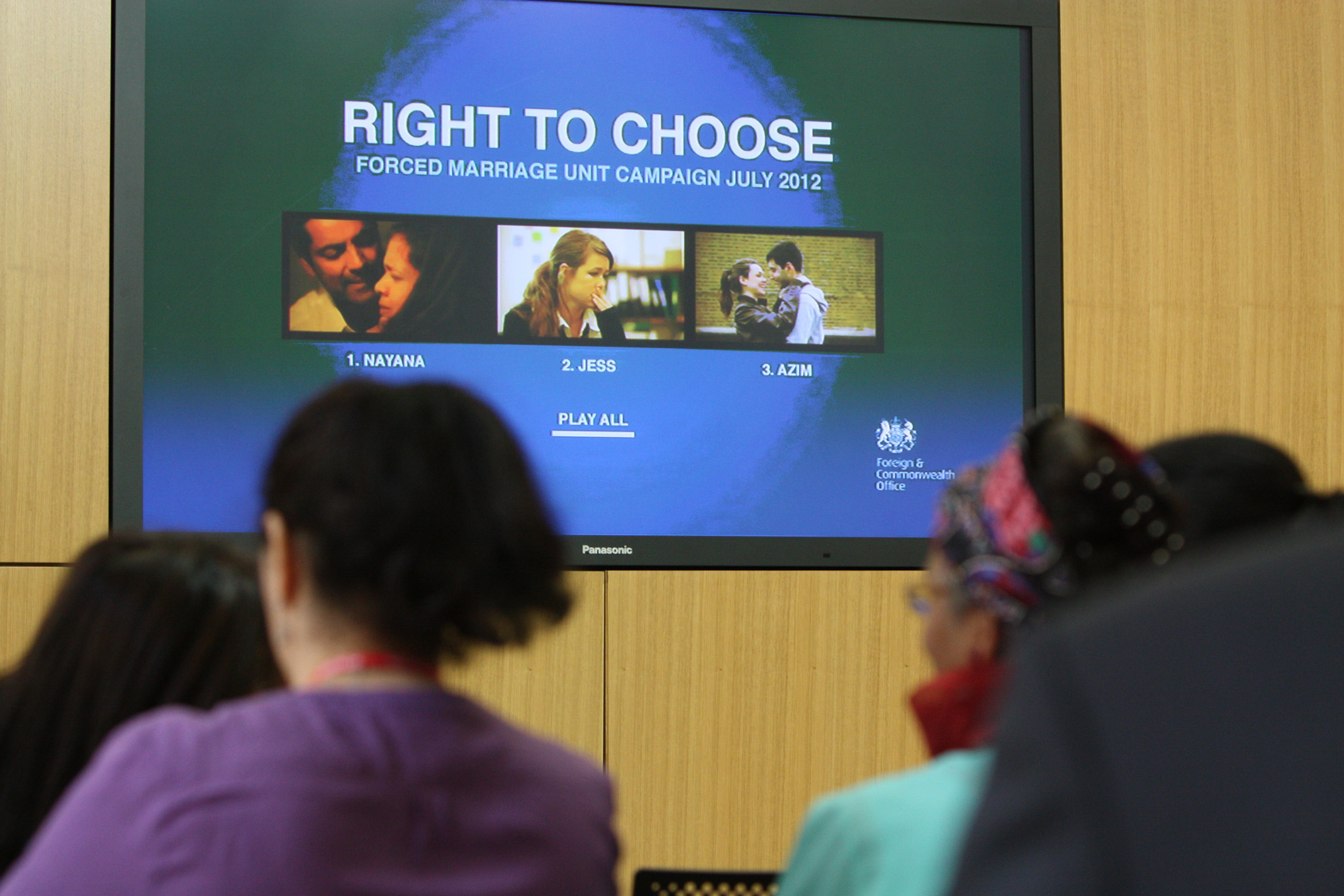
Campagna pubblicitaria contro il matrimonio forzato nel Regno Unito

I matrimoni forzati possono essere organizzati per prestigio famigliare, desiderio dei genitori o obbligo sociale. Secondo Ruqaiyyah Waris Maqsood, molti matrimoni forzati all'interno della comunità pakistana sono organizzati per far avere la cittadinanza britannica a qualche membro della famiglia che si trova ancora in Pakistan ma verso il quale i genitori hanno degli obblighi.
Per fare fronte al problema dei matrimoni forzati tra gli immigranti è stato emanato il Forced Marriage (Civil Protection) Act 2007 che prevede la possibilità per le vittime di matrimonio forzato di chiedere la tutela del tribunale. Una normativa simile è stata approvata in Scozia.

### Africa

#### Gambia
Nel 2016, durante i festeggiamenti per la fine del Ramadan, il presidente del Gambia Yahya Jammeh ha annunciato il divieto di matrimoni forzati e di minori.

#### Madagascar
Il matrimonio forzato è abituale nel Madagascar. I matrimoni sono combinati dai genitori delle ragazze che spesso incorrono nella credenza che rifiutandosi verrebbero maledette. In alcuni casi il marito è molto più anziano della moglie e quando questa diventa vedova viene discriminata ed esclusa dalla società.

#### Malawi
Secondo Human Rights Watch, in Malawi il "matrimonio di bambine e combinato è diffuso" e metà delle ragazze si sposano prima dei 18 anni. Diffuso è anche il levirato. Dopo il matrimonio le mogli hanno diritti e libertà molto limitate, in genere l'educazione delle ragazze è incentrata sulla descrizione del loro ruolo subordinato al marito.

#### Mauritania
In Mauritania il matrimonio forzato assume tre forme: matrimonio forzato di un cugino (chiamato maslaha); matrimonio forzato ad un uomo ricco per ottenere vantaggi economici, e matrimonio forzato e poligamo ad un uomo influente.

#### Niger
Il matrimonio forzato è pratica abituale nel Niger che è anche lo stato con il più elevato numero di matrimoni di bambine nel mondo; e lo stato con il più elevato tasso di fecondità totale. Le ragazze che tentano di ribellarsi ai matrimoni forzati, vengono spesso allontanate dalle loro famiglie, e costrette alla prostituzione per sopravvivere. A causa delle crisi alimentari, le ragazze vengono spesso vendute dal marito.

#### Sudafrica
In Sudafrica vige la pratica dell'ukuthwala, che consiste nel rapimento, spesso con il consenso dei genitori, di ragazze per costringerle al matrimonio. L'uso è diffuso nelle aree rurali del paese, in particolare nella provincia del Capo Orientale e nello KwaZulu-Natal. Le ragazze coinvolte in questa usanza sono spesso minori, sono riportati casi di bambine di 8 anni. L'usanza ha destato l'attenzione dell'opinione pubblica quando in un rapporto del 2009 è emerso che nella provincia del Capo Orientale 20 ragazze al mese sono costrette ad abbandonare la scuola a causa dell'ukuthwala.

### Asia

#### Soluzione di faide
In alcune zone del Pakistan e dell'Afghanistan prende il nome di vanni oppure swara o sang chatti l'uso tradizionale di risolvere faide tribali tramite il matrimonio forzato di ragazze anche giovanissime. Benché questa pratica sia illegale nel Pakistan è ancora ampiamente usata nella provincia del Khyber Pakhtunkhwa.

#### Afghanistan
Il matrimonio forzato è molto diffuso in Afghanistan dove ogni tanto le donne ricorrono al suicidio pur di evitarlo. Un rapporto di Human Rights Watch ha accertato che circa il 95% delle ragazze e il 50% delle donne adulte imprigionate nelle carceri afghane lo sono per reati connessi a "crimini morali" o perché fuggite da casa o per il reato dello zina (pratiche sessuali illecite). L'ottenimento del divorzio senza il consenso del marito è pressoché impossibile e le separazioni non consensuali sono reato. 
Mentre non è considerato socialmente accettabile per le donne e le ragazze lasciare la casa senza permesso la fuga da casa non è definita come reato, ciononostante negli anni 2010 e 2011 la Corte Suprema del paese ha emesso direttive ai tribunali di incriminare le donne per la fuga da casa. 
Questo rende praticamente impossibile sfuggire dai matrimoni forzati. Human Rights Watch sostiene che

#### India
Karma Nirvana, un'organizzazione senza fini di lucro fondata da Jasvinder Sanghera che fu disconosciuta dalla sua famiglia Sikh all'età di 16 anni perché si era rifiutata di sposare l'uomo deciso dai famigliari riceve circa 600 telefonate al mese. La preferenza per i figli maschi è risultata in un tasso diseguale di maschi e femmine e quindi in una scarsità di ragazze. Questo ha alimentato il numero di casi di matrimoni combinati.

#### Iran
Per le ragazze curde il matrimonio forzato rimane la consuetudine ed è una delle prime cause di suicidio. Un rapporto dell'UNICEF del 1998 riportò tassi estremamente alti di matrimoni forzati anche in età molto giovane in Kurdistan, sebbene la pratica risulti in calo.

#### Kirghizistan
Il matrimonio per rapimento si chiama ala kachuu: la sua storia è controversa e risale alle antiche usanze delle tribù nomadi che abitavano le pianure della regione. Alcuni studi affermano che la pratica era originariamente una forma di fuga d'amore, non un rapimento della sposa. Durante la colonizzazione dell'area da parte dell'impero russo e successivamente dell'URSS questa pratica fu resa illegale, ma tornò alla luce quando il vuoto lasciato dalla caduta dello stato sovietico viene colmata dalle nuovi nazioni dell'Asia centrale, che nella volontà di riaffermare la propria identità culturale ripristinarono questa pratica.
Il film Boz Salkyn (2007) di Ernest Abdyjaparov romanza l'ala kachuu e ha avuto un successo tale che il numero di rapimenti a scopo di matrimonio è tornato in auge anche nelle le città, non solo nelle zone rurali.
Il dibattito ha conosciuto nuovi sviluppi a partire dal 2011 in seguito al suicidio di alcune vittime. Attualmente il matrimonio per rapimento è illegale in Kirghizistan, ma il governo è stato accusato di non aver preso le misure adeguate per proteggere e tutelare le donne da questa pratica.

#### Nepal
Come in altre parti dell'Asia meridionale anche in Nepal le figlie femmine sono spesso considerate un fardello economico per le famiglie a causa della dote. I genitori spesso spingono le figlie al matrimonio in giovane età perché uomini più anziani e ben istruiti possono chiedere una dote più elevata; nel 2009, il governo nepalese ha deciso di offrire un incentivo (50.000 rupie del Nepal, equivalenti a circa $641) agli uomini per sposare vedove; questo perché le vedove in Nepal perdono di status sociale. Diverse vedove e gruppi per i diritti umani hanno protestato contro questa misura ritenendola umiliante e un incentivo a matrimoni forzati.

#### Sri Lanka
Un rapporto del 2004 del giornale Reproductive Health Matters ha rilevato che i matrimoni forzati in Sri Lanka erano legati al contesto dei conflitti armati: i genitori, nel timore che le figlie potessero perdere la verginità a causa dei conflitti compromettendo le possibilità di trovare marito, le costringevano al matrimonio in giovane età.